# St. Mary
St. Mary è un comune degli Stati Uniti d'America, situato nello Stato del Missouri, nella contea di Ste. Geneviève.